# Штадттемпель
48°12′42″ пн. ш. 16°22′29″ сх. д. / 48.211649° пн. ш. 16.374825° сх. д.

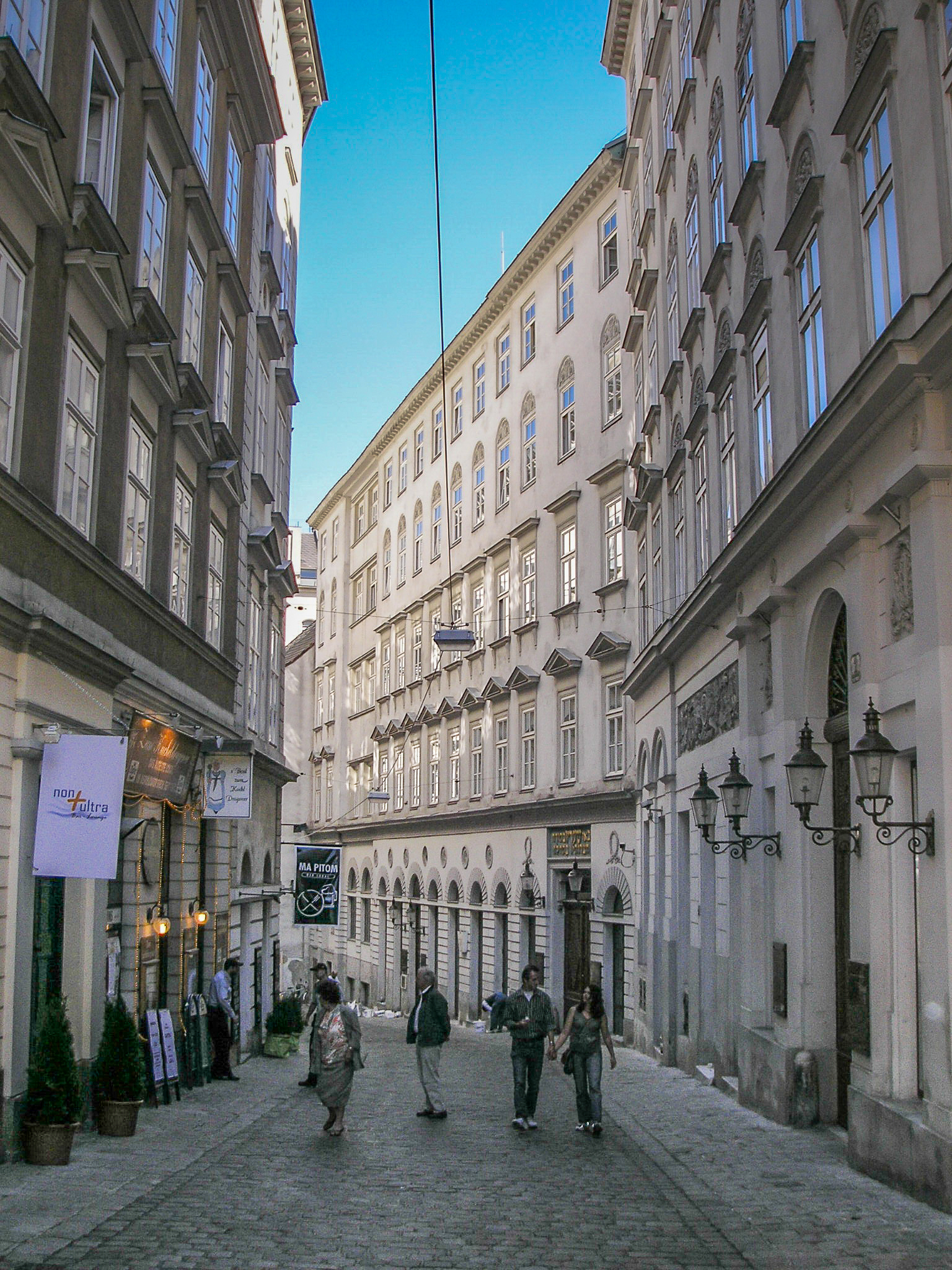
Вулиця Зайтенштеттенгассе, 4, на якій розташована синагога

Штадттемпель (нім. Stadttempel) — головна синагога Відня. Вона розташована у 1-му районі Відня під назвою Внутрішнє місто на вулиці Зайтенштеттенгассе, 4. Через це її також називають Зайтенштеттентемпель (нім. Seitenstettentempel), тому що до 1938 року велика кількість синагог та молитовних будинків Відня зазвичай були відомі за назвами вулиць або провулків.
Зараз ця синагога є головним молитовним будинком для єврейської громади Відня, яка налічує приблизно 7 тисяч осіб. Синагога також була проголошена історичною пам'яткою.

## Історія

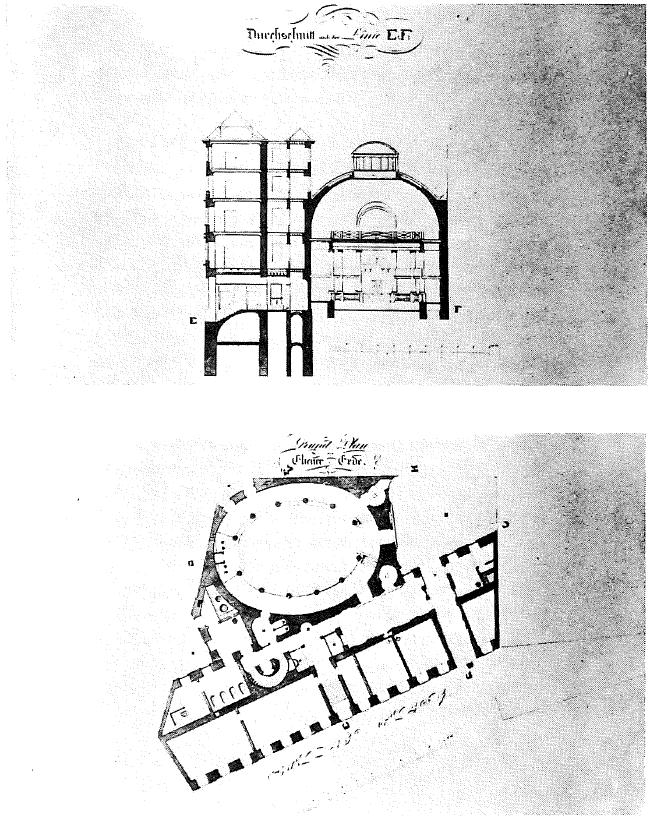
План будівництва, виконаний Йозефом Корнгойзелем

З економічним процвітанням деяких єврейських родин наприкінці XVIII століття та емансипаційними прагненнями євреїв, що стали можливими завдяки виданому імператором Йосифом ІІ Толеранційному патенту («Едикту терпимості»), з'явився і план побудови репрезентативної синагоги у внутрішньому місті. Цей намір був схвалений радою єврейської громади та був оголошений всім її членам у листі у 1819 році. Втім, два встановлених місця для побудови магістрат не схвалив. У 1811 році Міхаель Лазар Бідерманн та Ісаак Лев Хофманн за 90 000 гульденів придбали приміщення під назвою Пемплінгерхоф на сучасній Зайтенштеттенгассе. У 1823 році цю будівлю мали знести через її поганий стан, тому Йозеф Корнгойзель, один із найвідоміших архітекторів Відня того часу та архітектор Йоганна І, князя Ліхтенштейну, для якого він будував палаци і театри, отримав замовлення на спорудження новобудови. Закладання першого каменю будови, спроектованої у класицистичному стилі, відбулося 12 грудня 1825 року. За побудовою спостерігав офіційний муніципальний архітектор Якоб Гайнц. Урочисте відкриття відбулося 9 квітня 1826 року.

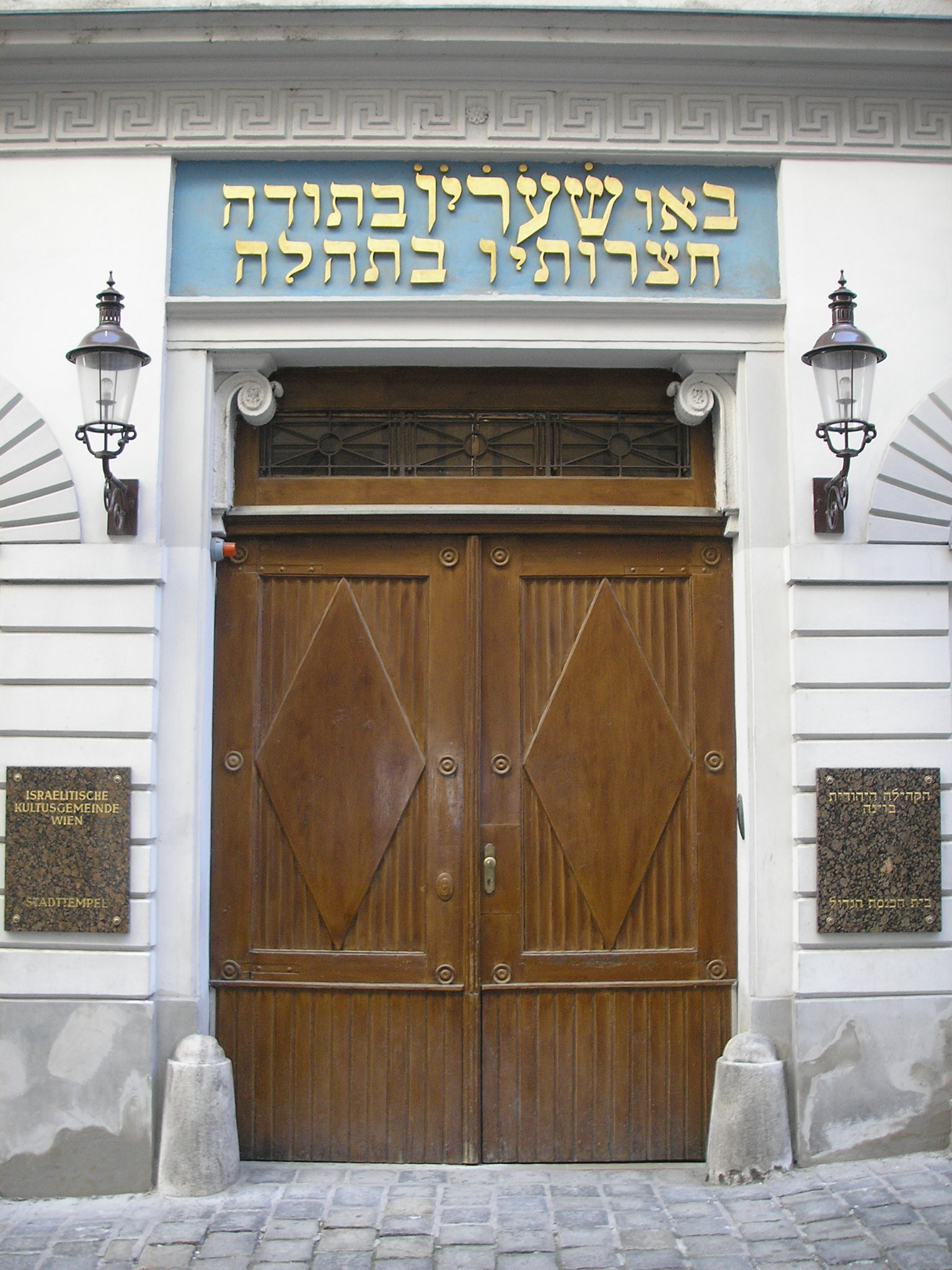
Вхід до синагоги із написом івритом

Згідно з тодішніми приписами некатолицькі храми мали бути «прихованими» та не могли бути видимими безпосередньо з вулиці. Історик мистецтва Макс Айслер (1881–1937, ортодоксальний єврей) через це говорив про цю синагогу як про «пам'ятник своєму суперечливому часові. […] Ззовні – адже євреям не дозволялося відкрито позначати свої храми на вулиці – вона виглядає як прибутковий будинок, всередині – як театр. Але не як храм». Сама синагога тому знаходиться між двома п'ятиповерховими багатоквартирними будинками номер 2 і 4 із 14 віконними осями та класицистичним фасадом, збудованими водночас із синагогою, у яких розміщені установи Ізраелітської культурної громади. Вхід до Штадттемпеля, спорудженого як самостійна будівля, здійснюється через будівлю на вулиці.
Над вхідними дверима приміщення на вулиці знаходиться напис івритом (із Пс. 100,4):
«ד בֹּאוּ שְׁעָרָיו, בְּתוֹדָה—חֲצֵרֹתָיו בִּתְהִלָּה; הוֹדוּ-לוֹ, בָּרְכוּ שְׁמוֹ»
«Прийдіть до його воріт із подякою, до його дворів [Єрусалимського храму] – з гімнами!»
Виділені своїми розмірами букви другого слова (шеарав) – починаючи з четвертої літери справа у першому рядку – утворюють число, яке нагадує про рік спорудження, а саме шин/300 + аїн/70 + реш/200 + йод/10 + вав/6 = 586 – перед яким треба поставити 5000, таким чином виходить 5586 рік за єврейським календарем = 1825/26.

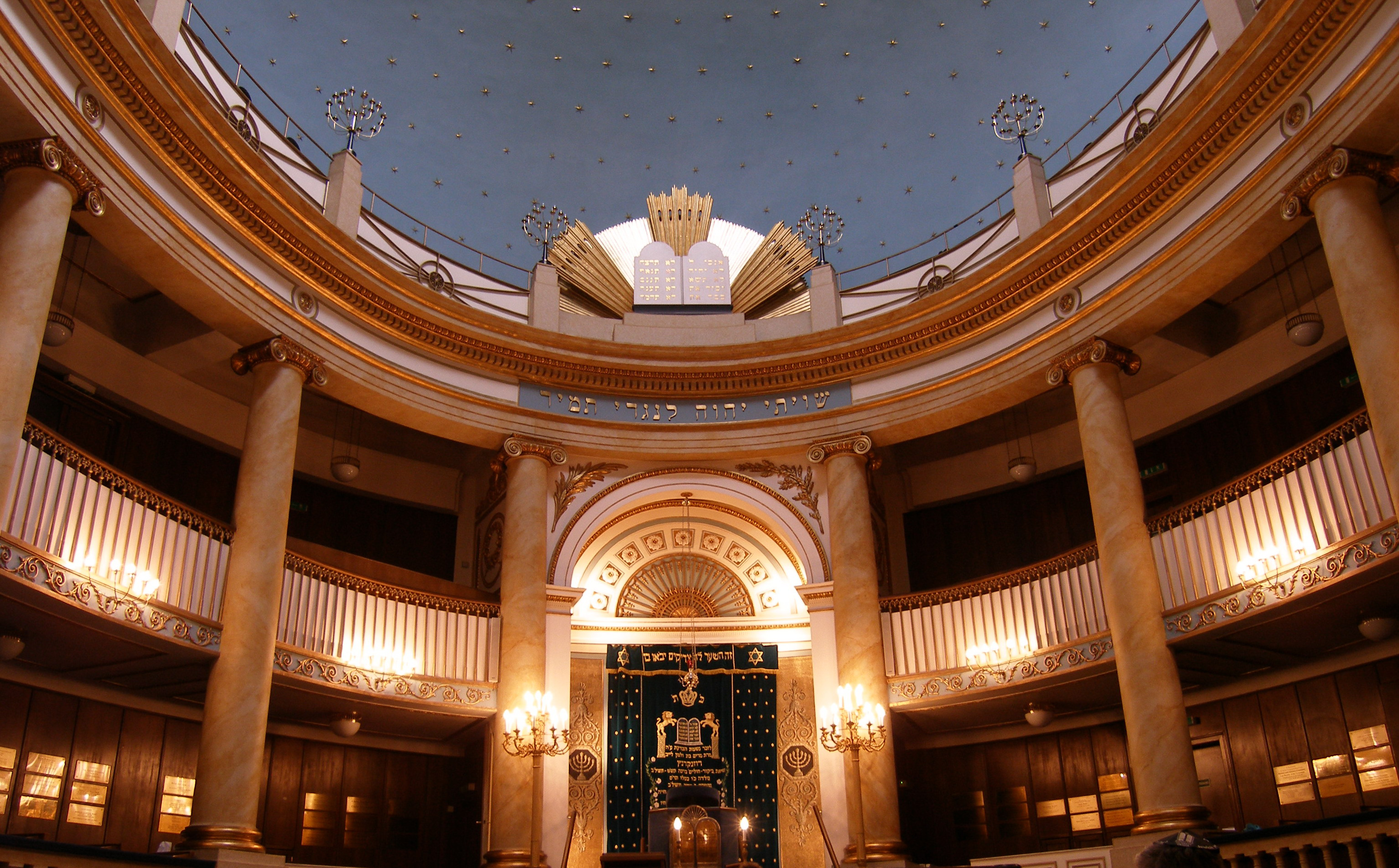
Інтер'єр Штадттемпеля у 2006 році

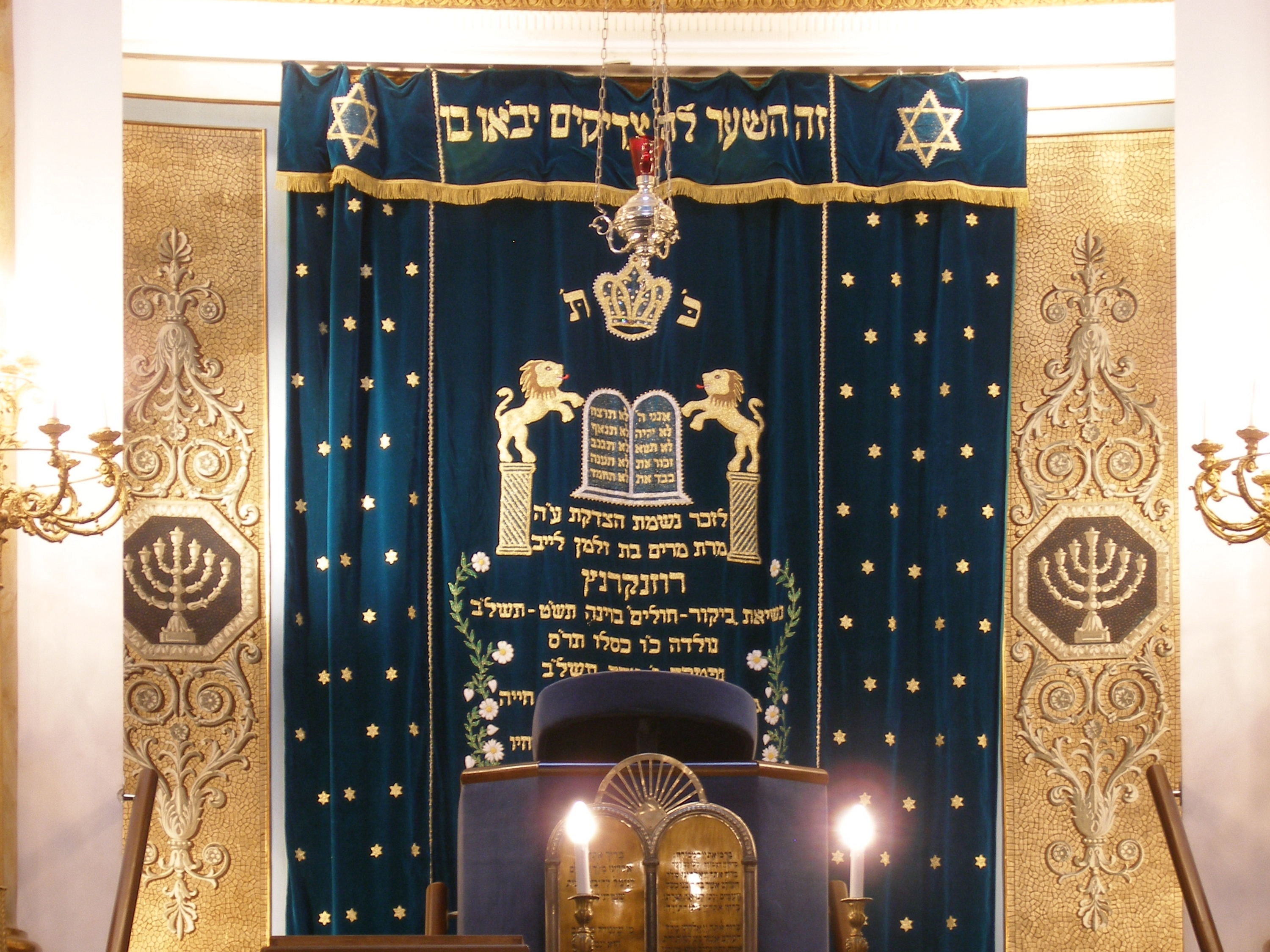
Завіса перед сувоєм з Торою

Сама синагога має овальну форму. Також овальна молитовна кімната, оточена вінцем із 12 іонічних колон, що підтримують жіночу частину синагоги, увінчана куполом у стилі бідермаєр та двома ліхтарями. Партер передбачений для чоловіків. Загалом у синагозі налічується близько 700 місць для сидіння. Завіса перед сувоєм Тори під куполом спереду увінчана напівпластично вбудованими в ореолі табличками із заповідями. Спочатку жіноча і чоловіча частини закінчувались за одну колону від ковчега із Торою, але пізніше їх розширили до кінця колонади за ковчегом для того, щоб збільшити кількість місць для сидіння.
Пам'ятна скляна дошка, зроблена за часів відкриття синагоги, на якій детально зображено її інтер'єр, наразі зберігається у колекції Єврейського музею Нью-Йорка.
Сучасне оформлення приміщення та освітлення більше не відповідає початковому стану, адже вже під час першої реставрації, яку виконав Вільгельм Стяссни у 1895 році, було внесено зміни до жіночої частини синагоги, прикрас куполу та освітлення, після чого вже у 1867 році було введено газове освітлення. У 1923 році відбулася друга реставрація. Сучасний вигляд синагоги – результат генеральної реставрації 1963 року. У 1934 році у вестибюлі синагоги Спілкою єврейських фронтових солдат була встановлена пам'ятна дошка на честь багатьох єврейських солдатів, що загинули у Першій світовій війні.

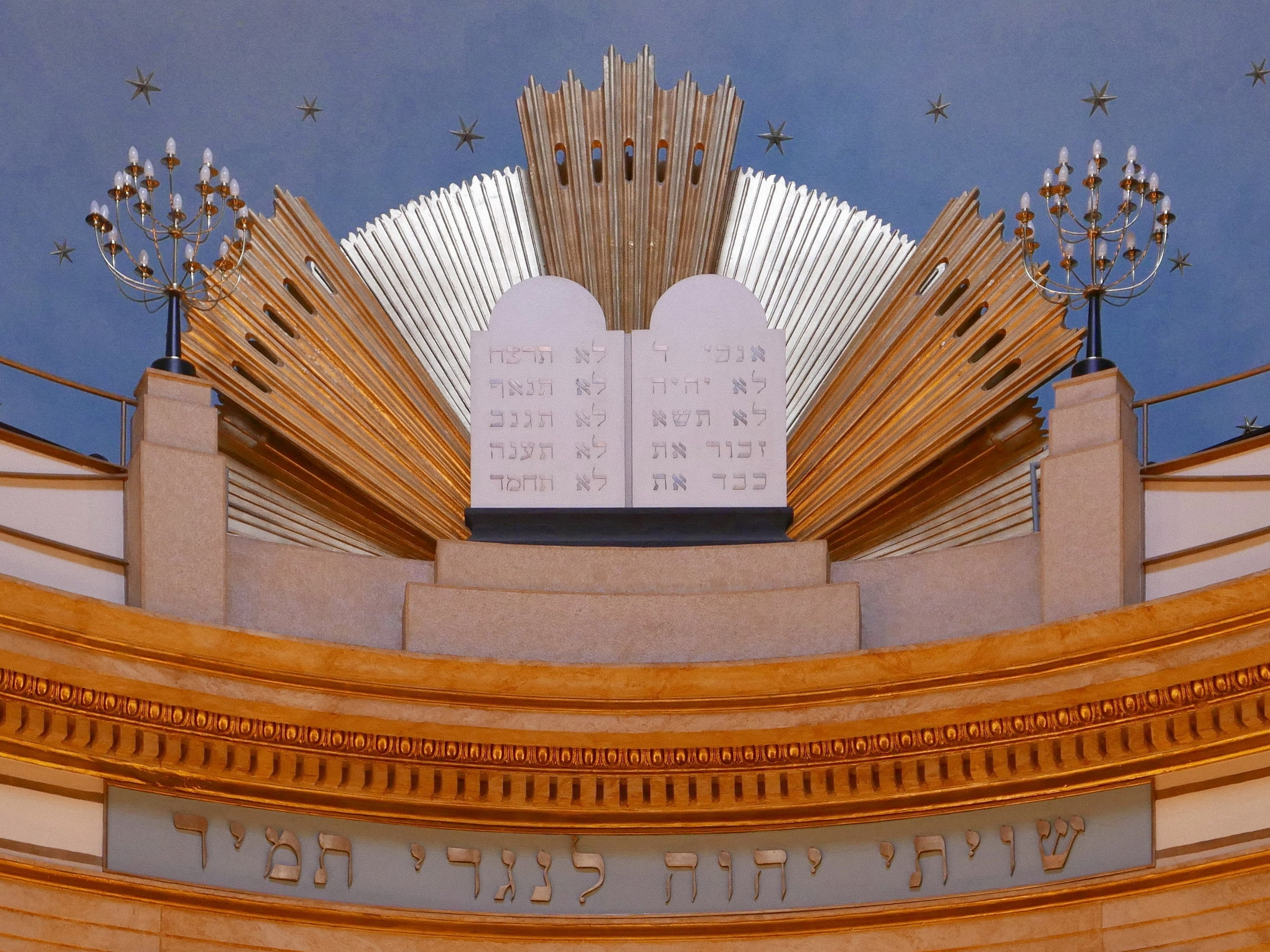
Дошки Декалогу над сувоєм із Торою

Першим рабином синагоги до самої своєї смерті у 1865 році був Ісаак Маннгаймер. За його пропозицією у 1826 році у якості хаззана до Відня був викликаний Саломон Зульцер.

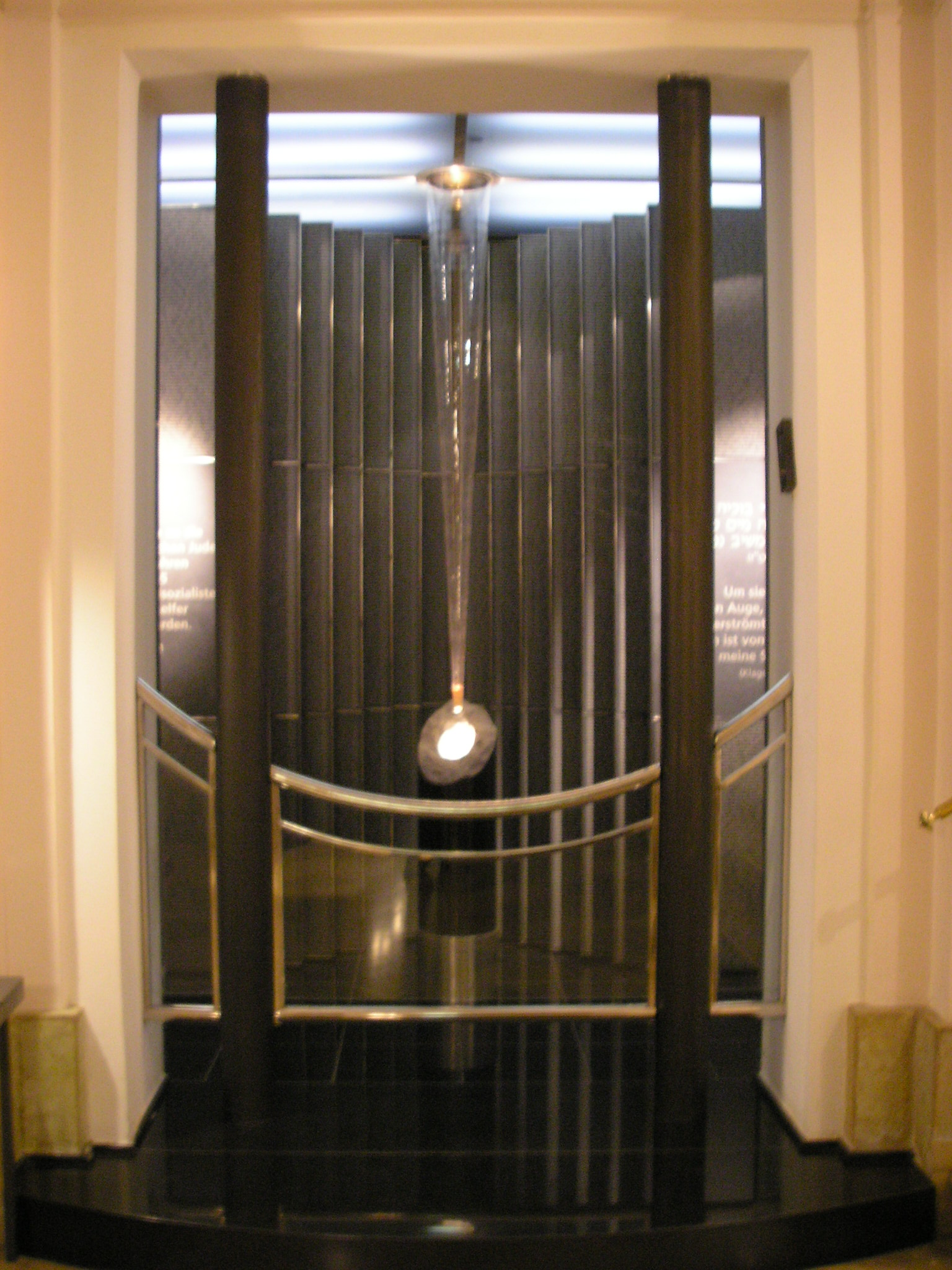
Пам'ятник Голокосту на вході до синагоги, встановлений у 2002 році

Коли під час Кришталевої ночі 1938 року усі синагоги та молитовні будинки Відня, яких налічувалося більше 130, були підпалені, лише головній синагозі міста через свою прилеглість до житлового району вдалося уникнути знищення. Втім, її інтер'єр був осквернений і розграбований та використовувався як збірний табір для віденських євреїв, яких потім депортували та врешті-решт знищували за часів Голокосту. Про це нагадує відкрита у вересні 1988 року пам'ятна дошка у вхідній залі.
У вестибюлі розміщено декілька пам'ятних дошок, одна з яких увіковічнює всіх рабинів, що працювали у синагозі. З 1894 року, коли верховний рабин Моріц Ґюдеманн, який до того працював у синагозі на Темпельгассе, перейшов до синагоги на Зайтенштеттенгассе, Штадттемпель традиційно є синагогою усіх верховних рабинів Відня. Напис «Пам'яті єврейських чоловіків, жінок та дітей, які втратили свої життя у важкі роки 1938–1945» («Dem Gedenken der jüdischen Männer, Frauen und Kinder, die in den schicksalsschweren Jahren 1938–1945 ihr Leben ließen») розміщений поруч із віршем з молитви «Авіну Малкейну»: «Отче наш, царю наш, зроби добре вбитим за святе ім'я твоє» («Unser Vater, unser König, tue es um derentwillen, die für deinen Heiligen Namen ermordet wurden») на іншій пам'ятній дошці, встановленій у 1945 році. Ще один пам'ятник присвячений колишнім австрійським євреям, які загинули у війні за незалежність Ізраїлю. Також у вестибюлі знаходиться освячений 3 червня 1993 року пам'ятник Арону Менцеру, лідерові еміграційного руху молоді до Палестини та сионістської молоді Відня. 9 листопада 2002 року тут був відкритий пам'ятник 65 000 австрійським євреям, вбитим під час Голокосту. Всередині між рухомими грифельними дошками, на яких вигравійовані всі зібрані імена загиблих, стоїть надламана гранітна колона як символ знищеної нацистами громади, яка до 1938 року вважалася великим центром єврейства. Також у синагозі встановлено численні пам'ятні дошки, присвячені жертвам переслідувань євреїв.
З осені 1945 року у тимчасово відреставрованій синагозі знову почали проводити богослужіння. 2 квітня 1946 року відбулося урочисте богослужіння в присутності мера Відня Теодора Кернера на честь вшанування 120-ї річниці відкриття синагоги, яке транаслювалося по радіо у США, Великій Британії та Палестині; втім, лави були знову встановлені лише у вересні 1947 року.

### Особливі події
14 серпня 1949 року тут були встановлені для прощання труни Теодора Герцля, його батьків та сестри, вкриті прапором Ізраїлю, перед тим, як їх доправили до Ізраїлю. Також у листопаді 1950 року перед доправленням до Ізраїлю тут були виставлені останки верховного рабина Цві Переса Хайєса.
У 1958 році у якості хаззана в синагозі співав відомий тенор Річард Такер на знак висловлення поваги до Саломона Зульцера. У своїй автобіографії він описав це як «один із найбільших досвідів».
У 1963 році Штадттемпель був знову відкритий після 9-місячних реставраційних робіт за планами Отто Нідермозера.
У 1976 році на честь 150-річного ювілею Штадттемпеля було проведено урочисте богослужіння, на якому були присутні зокрема такі австрійські політики, як Бруно Крайський, Отто Реш, Ганнес Андрош та Карл Лютгендорф.
У 1984 році верховний рабин Пауль Хаїм Айзенберг переставив біму – кафедру для читання молитов – на кілька метрів ближче до центру зали, щоб це відповідало вимогам галахи – ортодоксальної традиції.
У 1988 році синагога знову була відреставрована забудовником Ріхардом Лугнером, у результаті чого особливо вестибюлі були оформлені більш розкішно.
У 2001 році було відсвятковано 175-ту річницю Штадттемпеля за участі відомого тенора Ніла Шикоффа та у присутності тодішнього президента Австрії Томаса Клестіля.

### Теракти 1979 та 1981 років
22 квітня 1979 року у дворі синагоги вибухнув заряд вагою півкілограми; у результаті вибуху ніхто не постраждав, але були розбиті всі скляні вікна та було завдано значної матеріальної шкоди. Зловмисники змогли проникнути у синагогу абсолютно непомітно. Відповідальність за цей теракт врешті-решт взяло на себе палестинське екстремістське угрупування Ас-Сайка.
29 серпня 1981 року двоє важко озброєних терористів палестинського екстремістського угрупування «Революційна рада «Фатх» вчинили напад на Штадттемпель, у результаті якого загинуло двоє осіб та ще 21 особа зазнала тяжких поранень. Нападники, один із яких вже скоював замах на Гайнца Ніттеля, на шаббат об 11:30 під час богослужіння вдерлися до синагоги, почали кидати ручні гранати та стріляти в натовп. Двоє викликаних поліцейських та двоє приватних охоронців зазнали тяжких поранень під час перестрілки. Одного із нападників підстрелив приватний детектив, що випадково опинився у залі, завдяки чому його змогли затримати після переслідування неподалік. Другого терориста також затримали після переслідування, під час якого той вбив ще двох перехожих та кинув гранати у поліцейський автомобіль.
Наразі Штадттемпель, як і всі інші єврейські установи Відня, знаходиться під постійною охороною поліції.

## Організація

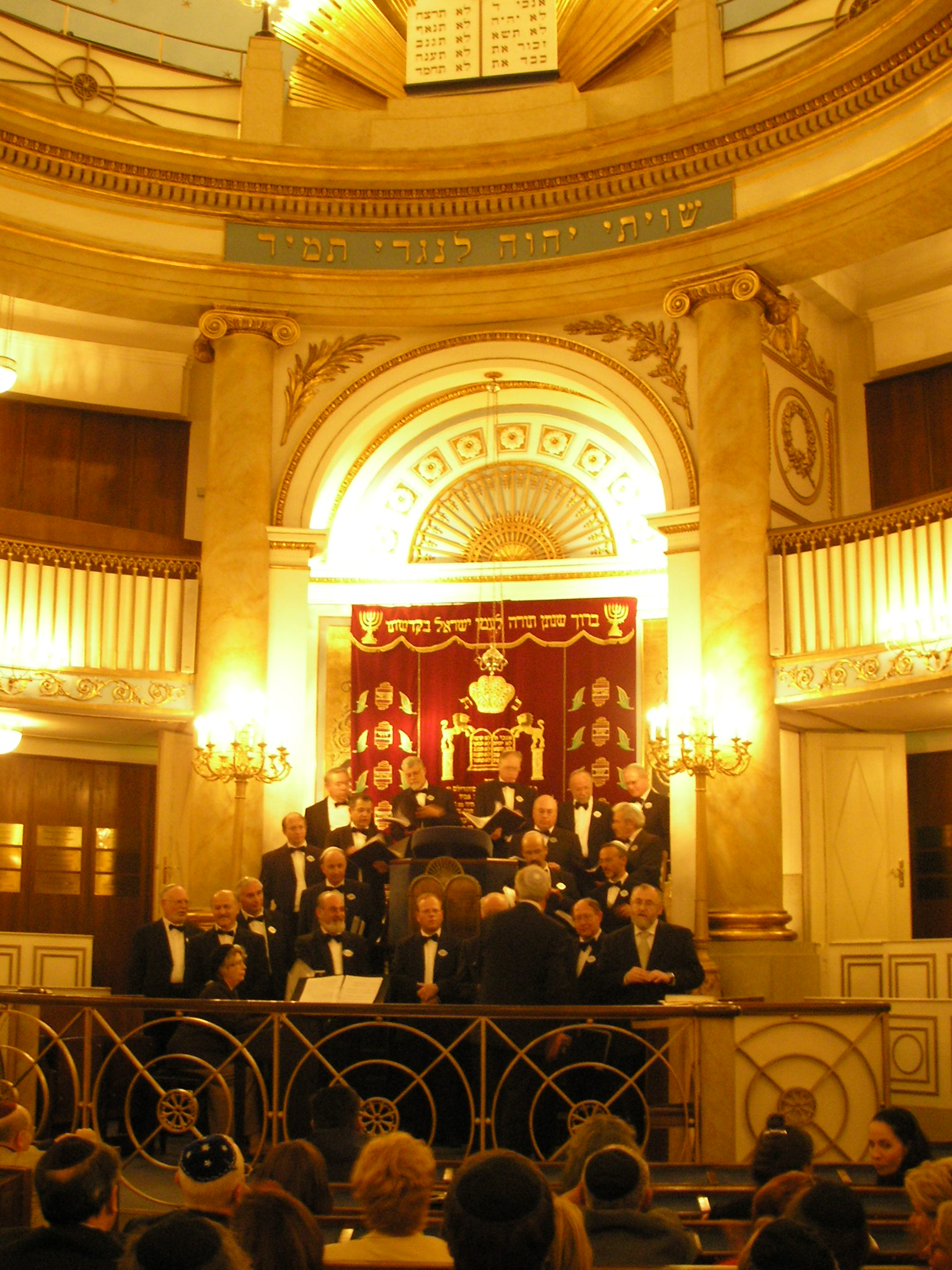
Концерт хаззанів у синагозі

Рабини Штадттемпеля із 1894 року, коли верховний рабин Ґюдерманн перейшов сюди із синагоги Леопольдштадта, також є верховними рабинами Відня; із 2016 року верховним рабином Відня є Арьє Фольгер. Єврейський музей Відня наразі пропонує екскурсії із гідом по Штадттемпелю.
З 1990 року за ініціативою Пауля Хаїма Айзенберга тут також влаштовуються щорічні концерти хаззанів за участі відомих співаків з усього світу.

## Відомі члени громади
- Симон Візенталь
- Адольф Єллінек[12]